# سیگنال (مهندسی برق)
در مهندسی برق، سیگنال (به انگلیسی: Signal) به هر کمیت متغیر با زمان گفته می‌شود که اطلاعاتی دربارهٔ رفتار یا ویژگی یک پدیده (معمولاً فیزیکی) دربردارد؛ این کمیت، اغلب با یک تبدیل‌گرِ مناسب (مانند یک حس‌گر)، به ولتاژ یا جریان تبدیل شده‌است.
ممکن است سیگنال، تابعی از هر متغیر مستقل دیگری جز زمان باشد (مانند روشنایی پیکسل‌ها در یک تصویر ثابت)، یا دربردارنده اطلاعات نباشد (مانند یک موج سینوسی با دامنه و فرکانسی معین).
در برخی کاربردها مانند مخابرات یا پردازش سیگنال، سیگنال ماهیتی اتفاقی یا تصادفی (به انگلیسی: random، stochastic) دارد. به همین دلیل دارای اطلاعات است. در یک سیستم مخابراتی، فرستنده، پیغام را به سیگنال تبدیل می‌کند و این سیگنال از راه کانال مخابراتی به گیرنده می‌رسد. مثلاً، اگر جمله «فردا، هوا بارانی است» پیغامی باشد که پشت تلفن گفته می‌شود، میکروفون تلفن (فرستنده) صدای گوینده را به سیگنال الکتریکی (تغییرات ولتاژ) تبدیل می‌کند. سپس این سیگنال از راه سیم‌ها به تلفن گیرنده می‌رسد و در آنجا در بلندگو، سیگنال دریافت‌شده به صدا تبدیل شده و به گوش شنونده می‌رسد (پیام منتقل می‌شود).
سیگنال‌ها را می‌توان از چندین دیدگاه‌ دسته‌بندی کرد. از یک دیدگاه، تفاوت سیگنال‌ها در گسسته یا پیوسته بودن آن‌ها در حوزهٔ زمان است؛ به این معنی که سیگنال روی بازهٔ زمانی گسسته یا پیوسته تعریف می‌شود. سیگنال‌های «زمان‌پیوسته» را اغلب حتی وقتی که دامنهٔ سیگنال، پیوسته نیست، «سیگنال پیوسته» می‌نامند؛ مثال آن موج مربعی است.
تفاوت عمدهٔ دیگر سیگنال‌ها، از نظر گسسته یا پوسته بودنِ دامنهٔ آن‌هاست؛ سیگنال‌های دیجیتال دارای دامنهٔ گسسته‌اند، اگرچه ممکن است در زمان‌پیوسته باشند.
سیگنال ها متغیرهای فیزیکی هستند که اطلاعات مربوط به یک فرآیند یا رویداد خاص را حمل می کنند. سیگنال ها از نظر ریاضی در محدوده یا زمینه خاصی تعریف می شوند و مفاهیم مختلفی را برای افراد با تخصص های مختلف ایجاد می کنند.

## سیگنال‌های گسسته و پیوسته
اگر مقادیر یک سیگنال، در زمان‌های گسسته تعریف شوند، آن را سیگنال گسسته می‌نامیم. به بیان دیگر، یک سیگنال گسسته، تابعی دارای مقادیر حقیقی (اعداد حقیقی) از یک سری اعداد صحیح است. یک سیگنال پیوسته، تابعی دارای مقادیر حقیقی و پیوسته از اعدادی حقیقی و پیوسته (معمولا در یک بازه زمانی) است.
از دیدگاهی جامع‌تر، می‌توان سیگنال‌ها را به چهار دسته تقسیم کرد.
1. سیگنال پیوسته در دامنه و پیوسته در زمان (سیگنال آنالوگ هم گفته می‌شود)، مانند سیگنال خروجی یک میکروفون
2. سیگنال پیوسته در دامنه و گسسته در زمان، مانند سیگنال خروجی یک میکروفون پس از نمونه برداری
3. سیگنال گسسته در دامنه و پیوسته در زمان (سیگنال دیجیتال هم گفته می‌شود)، مانند یک سیگنال باینری (دو دویی)
4. سیگنال گسسته در دامنه و گسسته در زمان، مانند سیگنال خروجی یک میکروفون پس از نمونه‌برداری و کوانتش.

## سیگنال‌های دیجیتال و آنالوگ

سیگنال گسسته (نمونه‌برداری‌شده)

سیگنال دیجیتال چندسطحی

معمولاً در عمل، دو نوع عمده سیگنال وجود دارد، که یکی دیجیتال و دیگری آنالوگ نام دارد، و تفاوت آن‌ها این است که سیگنال دیجیتال، دامنهٔ گسسته (و کوانتیده، quantized) دارند، درحالی‌که دامنهٔ سیگنال آنالوگ پیوسته‌است. هر دو نوع سیگنال، زمان‌پیوسته هستند.

## گسسته‌سازی (Discretization)
از مشخصه‌های اصلی سیگنال‌ها، گسسته یا پیوسته بودن آن‌ها در حوزه زمان است. از نظر ریاضی بازهٔ سیگنال زمان‌پیوسته، اعداد حقیقی است، درحالی‌که بازهٔ سیگنال زمان‌گسسته، اعداد صحیح است؛ این که این اعداد صحیح چه چیزی را نشان می‌دهند بستگی به ماهیت سیگنال دارد. سیگنال گسسته غالباً از نمونه برداری از سیگنال‌های پیوسته به‌دست می‌آید. برای مثال، حس‌گرها (سنسورها) اطلاعات جمع‌آوری‌شده خود را به صورت ولتاژ (یا جریان) تحویل می‌دهند.
اگرچه می‌توان سیگنال آنالوگ را به‌طور محدود ضبط (ذخیره) کرد، مانند ضبط صدا و تصویر روی نوارهای کاست و وی‌اچ‌اس در گذشته به روش مغناطیسی، امروزه این کار با توجه به حجم زیاد داده‌ها و اطلاعات، بهینه نبوده و تقریباً ناممکن است؛ بنابراین از آنجا که سیگنال در یک بازه زمانی پیوسته را نمی‌توان به‌طور بهینه ذخیره کرد، نمونه‌هایی (Samples) از سیگنال پیوسته، مثلاً خروجی سنسور، در زمان‌هایی معین و منظم، به عنوان سیگنالِ گسستهٔ معادل آن سیگنال پیوسته، ذخیره و استفاده می‌شود (نمونه‌برداری از سیگنال و در نتیجه، گسسته‌سازی آن در زمان). نمونه‌برداری (Sampling) و گسسته‌سازی (Discretization)، دو مفهوم توأم و رایج در کار با سیگنال‌های زمان‌پیوسته هستند. کامپیوترها و ابزار دیجیتال تنها می‌توانند با سیگنال‌های گسسته کار کنند.

## کوانتش (Quantization)
اگر در نمایش مقادیر سیگنال پس از نمونه‌برداری و گسسته‌سازی، تنها محدود به استفاده از مجموعه‌ای از اعدادی معین باشیم (که در عمل همواره چنین است)، به‌ناچار بخشی از دقت پردازش از دست می‌رود. مثلاً، اگر در پردازش سیگنال، تنها مجاز به استفاده از هشت بیت باشیم، مقادیر سیگنال (پس از نمونه‌برداری) را تنها با ۲۵۶ مقدار (سطح) می‌توان نشاد داد. در این حالت، ساده‌ترین کار این است که محدوده تغییرات سیگنال را به ۲۵۶ بازه تقسیم کرده و در هر بازه، کمترین مقدار را به عنوان نماینده آن بازه در نظر بگیریم. حالا، هر نمونهٔ سیگنال را که در یکی از بازه‌های تعریف‌شده می‌گنجد، با نماینده آن بازه جایگزین می‌کنیم (به آن می‌نگاریم). به این کار کوانتش می‌گویند. البته در عمل، از روش‌های بهینه و پیشرفته‌تری برای کوانتش استفاده می‌شود.

## مثال‌هایی از سیگنال‌ها
- موقعیت (Position) - موقعیت یک جسم متحرک در فضا را می‌توان یک سیگنال در نظر گرفت. این سیگنال، با زمان تغییر می‌کند، و مقادیر سیگنال، مختصات جسم در فضای سه‌بعدی است.
- صوت (Sound) - از آنجایی که صدا ناشی از ارتعاش هوا است، یک سیگنال صوتی تغییرات فشار هوا نسبت به زمان است. میکروفن تغییرات فشار هوا در یک مکان (صوت) را به ولتاژ تبدیل می‌کند؛ در واقع صوت به سیگنال (ولتاژ) تبدیل می‌شود.
- داده‌های لوح فشرده (CD) - در یک نگاه ساده و البته نه‌چندان دقیق، داده‌های ذخیره‌شده روی سی‌دی صوتی (Audio CD)، سیگنال‌هایی دیجیتال هستند که در واقع نمونه‌های صوت‌اند و در هر ثانیه ۴۴هزار و صد نمونه از آن‌ها ضبط می‌شود. هر نمونه شامل اطلاعاتی برای کانال‌های چپ و راست است (صدای استریو).[نیازمند منبع]
- تصویر ثابت دیجیتال (Digital Still Image) - یک تصویر ثابت دیجیتال، مجموعه‌ای از پیکسلهاست، به‌طوری‌که هر پیکسل دارای مقدار مشخصی روشنایی (Luminance, Brightness) و رنگ (Chrominance, Color) است. مجموعهٔ مقادیر روشناییِ (یا رنگ) پیکسل‌های یک تصویر ثابت را می‌توان یک سیگنال گسسته در نظر گرفت. این سیگنال، وابسته به مکان (جای هر پیکسل در صفحه تصویر) است و نه زمان.
- تصویر متحرک (Motion Picture, Video) - ویدئو (تصویر متحرک، فیلم) ترکیبی از تصاویر است، که این تصاویر یکی پس از دیگری در طول زمان نمایش داده‌می‌شوند. اطلاعات یک نقطه از ویدئو (پیکسل، Pixel)، بر اساس موقعیتش در صفحه نمایش و نیز مقدار روشنایی و رنگ آن مشخص می‌شود، به طوری که این میزان روشنایی و رنگ، با زمان تغییر می‌کند. سیگنال ویدئویی دربردارنده این تغییرات روشنایی و رنگ وابسته به مکان نقطه در صفحه و نیز زمان است (بر خلاف تصویر ثابت که مقدار روشنایی و رنگ نقاط تصویر، فقط وابسته به مکان است)
- پتانسیل غشاء سلولی - این سیگنال یک پتانسیل الکتریکی است (ولتاژ) و تعیین محدودهٔ آن دشوار است. برخی سلول‌ها دارای پتانسیل غشائی یکسانی هستند. نورون‌ها عموماً در نقاط مختلف پتانسیل‌های مختلف دارند. اگر چه این سیگنال‌ها بسیار ضعیفند، اما برای راه‌اندازی سیستم عصبی کافی هستند. می‌توان میزان آن‌ها را به کمک تکنیک‌های الکتروفیزیولوژی اندازه گرفت.

## تجزیه و تحلیل فرکانس
- موضوع اصلی: محدوده فرکانس

سیگنال‌ها را می‌توان از نظر طیف فرکانسی (بازه فرکانسی که سیگنال در آن تعریف شده‌است) تجزیه و تحلیل و مدل‌سازی کرد. تکنیک‌های حوزه فرکانس در همهٔ سیگنال‌ها قابل استفاده هستند، چه پیوسته و چه گسسته. اگر سیگنالی از یک سیستم LTI عبور کند، طیف فرکانسی سیگنال خروجی با ضرب‌کردن طیف فرکانسی سیگنال ورودی و پاسخ فرکانسی سیستم به دست می‌آید.